# Borucas
Los borucas (también conocidos como brunca, brunka o brunkajc) o brörán (autónimo) son un pueblo indígena de la región del Pacífico sur de Costa Rica, conocido por sus ricas tradiciones culturales y prácticas artesanales. Su lengua se considera actualmente extinta a pesar de los esfuerzos de preservación.  La comunidad indígena tiene aproximadamente 6000 miembros, la mayoría de los cuales viven en un territorio en la provincia de Puntarenas al sureste del país. Los antepasados de los borucas modernos constituyeron un grupo de pueblos que gobernaron la mayor parte de la península de Osa.
Al igual que sus precursores, los borucas son conocidos por sus artesanías, especialmente tejidos, y sus singulares máscaras pintadas en madera de balsa. Estas máscaras son importantes en la ceremonia anual del Juego de los diablitos de Boruca (Cabru Rocj), que se celebra cada fin de año desde la época colonial. La fiesta representa la lucha entre los diablitos (el pueblo boruca) y los conquistadores españoles y va acompañada de comidas, como cerdo, tamales de arroz y la bebida tradicional: la "chicha".

## Leyendas y tradición oral
Cuasrán es un personaje central en la cultura del pueblo boruca, descrito como un anciano que habita en las montañas, en un lugar remoto e inaccesible. Según la tradición, Cuasrán huyó a la quebrada del volcán para evitar ser bautizado, lo que simboliza su rechazo a las imposiciones religiosas externas.
En su refugio, criaba animales como chanchos de monte y pavones, y se cuenta que robaba ganado —vacas y cerdos— a otros miembros de la comunidad boruca. También se le atribuye la posesión de grandes cantidades de oro, lo que ha motivado a algunos a buscarlo en su inaccesible morada.
Cuasrán es considerado por muchos como un encanto, es decir, un ser con poderes sobrenaturales. Se dice que era capaz de hacer desaparecer mulas y de emitir gruñidos tan potentes que debilitaban a los hombres. Las historias también mencionan que tenía esposa e hijos, y que en ocasiones raptaba jóvenes para convertirlas en sus esposas.
A pesar de su asociación con el robo y lo sobrenatural, Cuasrán es visto como un símbolo de independencia y resistencia del pueblo boruca, especialmente por su negativa a ser bautizado y su vida al margen de las normas sociales. Esta ambigüedad lo convierte en una figura compleja pero fundamental dentro de la tradición oral boruca.